# Quatuor à cordes no 1 de Górecki
Already It Is Dusk
Pour les articles homonymes, voir Quatuor à cordes no 1.
Le Premier Quatuor à cordes, sous-titré Already It Is Dusk (en polonais : Już się zmierzcha ; opus 62) est une œuvre de musique de chambre composée par Henryk Górecki en 1988.

## Historique
Le succès des œuvres symphoniques et chorales de Henryk Górecki de la fin des années 1970 et du début des années 1980 le pousse à explorer un genre nouveau pour lui, celui du quatuor pour cordes. Il s'inspire d'une œuvre de musique ancienne polonaise du XVIe siècle de Waclaw de Szamotuly, Już sie zmierzcha (en français, C'est déjà le crépuscule) qui est le sous-titre anglais de l'œuvre. La pièce est une commande du Lincoln Center de New York pour le Kronos Quartet composée par Górecki du 20 octobre au 30 novembre 1988 à Katowice.
La première mondiale est donnée le 21 janvier 1989 à Minneapolis aux États-Unis par le Kronos Quartet.
En 1992, le chorégraphe suédois Mats Ek utilise cette pièce pour sa pièce Meinungslose Weiden composée pour le ballet de Hambourg.

## Structure
Il est composé d'un mouvement unique de presque 17 minutes que certains considèrent presque comme l'introduction de son  Deuxième Quatuor à cordes. Il est d'une forme simple en arche ABA+coda, et se termine par une citation de Douce nuit, sainte nuit et de l'œuvre[Laquelle ?] de Waclaw de Szamotuly[réf. nécessaire].

## Discographie sélective
- Kronos Quartet, Nonesuch Records, 1991
- Quatuor Silésien, chez Olympia, 1994